# کنترل نویز فعال

نمایش گرافیکی از کاهش نویز فعال

کنترل نویز فعال (ANC) (به انگلیسی: Active noise control)، که به‌عنوان حذفش نویز (به انگلیسی: noise cancellation) یا کاهش نویز فعال (ANR) (به انگلیسی: active noise reduction) نیر شناخته می‌شود، روشی برای کاهش صدای ناخواسته با اضافه‌کردن صدای دوم است که به‌طور خاص برای خنثی‌نمودن صدای اول ساخته شده‌است.

## شرح
صدا یک موج فشاری است، که شامل دوره‌های متناوب فشرده سازی و رقیق سازی می‌شود. اسپیکرهای لغو نویز، سر و صدا را با همان دامنه اما با فاز معکوس (همچنین به عنوان فاز مقابل شناخته می‌شود) از صدای اصلی ساطع می‌کنند و امواج برای ایجاد یک موج جدید، در فرایندی به نام تداخل ترکیب می‌شوند و به‌طور مؤثر در فرایندی به نام تداخل تخریبی یکدیگر را از بین می‌برند.
امروزه کنترل فعال نویز معمولاً از طریق استفاده از مدارهای آنالوگ یا پردازش سیگنال دیجیتال حاصل می‌شود. در این روش که با استفاده از الگوریتم‌های انطباقی برای تجزیه و تحلیل شکل موج‌های پس‌زمینهٔ شنیداری یا غیر شنیداری طراحی شده‌است، الگوریتمی خاص به دست می‌آید که سیگنالی ایجاد می‌کند و این سیگنال با تغییر فاز یا معکوس کردن قطبیت، سیگنال اصلی را معکوس می‌کند. سپس این سیگنال معکوس (در آنتی فاز) تقویت شده و یک مبدل موج صوتی را به‌طور مستقیم متناسب با دامنه شکل موج اصلی ایجاد می‌کند و باعث ایجاد پدیدهٔ تداخل تخریبی می‌شود. این کار به‌طور مؤثر حجم نویز قابل‌درک را کاهش می‌دهد.
یک اسپیکر لغو نویز بهتر است هم‌مکان صدای ناخواسته شود تا بهتر آن را تضعیف کند. در این حالت باید دارای میزان قدرت صوتی برابر با منبع صدای ناخواسته باشد. متناوباً، مبدل ساطع کننده سیگنال لغو کننده بهتر است در محلی که کاربر می‌خواهد کاهش صدای ناخواسته در آنجا انجام شود (مثلاً در گوش فرد) قرار گیرد. در استفاده‌های شخصی کاهش صدای مزاحم به سطح قدرت بسیار پایینتری نیاز دارد اما فقط برای یک کاربر واحد مؤثر است. لغو نویز در سایر مناطق مشکلتر است زیرا امکان دارد موج‌های سه بعدی صدای ناخواسته و سیگنال لغو با یکدیگر مطابقت داشته و ناحیه‌های متفاوتی از تداخلات سازنده و تخریبی ایجاد کنند و باعث کاهش صدای مزاحم در بعضی از نقاط و در عین حال دو برابر شدن آن در برخی دیگر شوند. در فضاهای کوچک محصور (مانند محفظه مسافر یک ماشین) کاهش سر و صدای کلی محل از طریق بازخوردهای چند بلندگو و میکروفن و اندازه‌گیری پاسخ‌های معین محفظه به این بازخوردها حاصل می‌شود.

## کاربردها
بسته به نوع منطقه حفاظت شده، کاربردها می‌توانند «۱ بعدی» یا سه بعدی باشند. صداهای تناوبی، حتی پیچیده، به دلیل تکرار درشکل موج، راحت تر از صداهای تصادفی لغو می‌شوند.
حفاظت از «منطقه ۱ بعدی» آسان‌تر است و برای مؤثر بودن فقط به یک یا دو میکروفون و بلندگو نیاز دارد. چندین کاربرد تجاری موفقیت‌آمیز بوده‌اند: هدفون‌های حذف نویز، صدا خفه کن‌های فعال، دستگاه‌های ضد خروپف، استخراج صدا یا کانال مرکزی برای دستگاه‌های کارائوکه، و کنترل نویز در کانال‌های تهویه مطبوع. عبارت «۱ بعدی» به یک رابطه پیستونی ساده بین نویز و بلندگوی فعال (کاهش نویز مکانیکی) یا بین بلندگوی فعال و شنونده (هدفون) اشاره دارد.
حفاظت از یک منطقه سه بعدی به میکروفون‌ها و بلندگوهای زیادی نیاز دارد که باعث گران‌تر و ارزشمندتر شدن آن می‌شود. کاهش نویز با ثابت ماندن یک شنونده راحت‌تر به دست می‌آید، اما اگر شنونده‌های متعددی وجود داشته باشند یا اگر یک شنونده سر خود را بچرخاند یا در تمام فضا حرکت کند، چالش کاهش نویز بسیار دشوارتر می‌شود. کاهش امواج فرکانس بالا در سه بعد به دلیل طول موج صوتی نسبتاً کوتاه آنها در هوا دشوار است. طول موج هوای صدای سینوسی که تقریباً ۸۰۰ هرتز می‌باشد، دو برابر فاصله گوش چپ یک فرد معمولی تا گوش راست است؛ چنین صدایی که مستقیماً از جلو می‌آید به راحتی توسط یک سیستم فعال کاهش می‌یابد، امااگر از کنار بیاید، تمایل دارد در یک گوش قطع شود در حالی که در گوش دیگر تقویت می‌شود، و صدا را بلندتر می‌کند، نه ملایم تر. صداهای با فرکانس بالا، بیشتر از ۱۰۰۰ هرتز، تمایل دارند به‌طور غیرقابل پیش‌بینی از جهات مختلف لغو و تقویت شوند. در مجموع، موثرترین کاهش نویز در فضای سه بعدی شامل صداهای فرکانس پایین است. کاربردهای تجاری کاهش نویز سه بعدی شامل حفاظت از کابین‌های هواپیما و فضای داخلی خودرو می‌شود، اما در این شرایط، حفاظت عمدتاً به حذف نویزهای تکراری (یا دوره ای) مانند نویزهای ناشی از موتور، پروانه یا روتور محدود می‌شود. این به دلیل آن است که ماهیت چرخه‌ای موتور باعث می‌شود تا تحلیل و فرایند حذف نویز راحت‌تر انجام شود. تلفن‌های همراه پیشرفته از طراحی چند میکروفونی برای حذف صدای محیط از سیگنال گفتار استفاده می‌کنند. صدا از میکروفون (های) دورتر از دهان [سیگنال(های) نویز] و از نزدیکترین میکروفون به دهان [سیگنال مورد نظر] گرفته می‌شود. سیگنال‌ها برای حذف نویز سیگنال مورد نظر پردازش می‌شوند و کیفیت صدای صوتی بهبود یافته را تولید می‌کنند. در برخی موارد، نویز را می‌توان با استفاده از کنترل ارتعاش فعال کنترل نمود. این رویکرد زمانی مناسب است که ارتعاش سازه با جفت کردن ارتعاش در هوا یا آب اطراف، نویز ناخواسته ایجاد کند.

## کنترل نویز فعال در مقابل کنترل نویز غیرفعال
کنترل صدا یک روش فعال یا غیرفعال برای کاهش انتشار صدا است که اغلب برای راحتی شخص، ملاحظات زیست‌محیطی یا رعایت قانونی می‌باشد. کنترل نویز فعال به معنای کاهش صدا با استفاده از منبع تغذیه است. کنترل غیرفعال نویز عبارت است از کاهش صدا توسط مواد بازدارنده صدا مانند عایق، کاشی‌های جاذب صدا یا صدا خفه کن به جای منبع تغذیه.
حذف نویز فعال بهترین گزینه برای فرکانس‌های پایین است. برای فرکانس‌های بالاتر، الزامات فاصله‌گذاری برای تکنیک‌های فضای آزاد و منطقه سکوت بسیار زیاد است. در سیستم‌های مبتنی بر حفره صوتی و کانال، تعداد گره‌ها به سرعت با افزایش فرکانس افزایش می‌یابد که به سرعت تکنیک‌های کنترل نویز فعال را غیرقابل مدیریت می‌کند. روش‌های غیرفعال در فرکانس‌های بالاتر مؤثرتر می‌شوند و اغلب راه‌حل مناسبی را بدون نیاز به کنترل فعال ارائه می‌دهند.

## تاریخچه

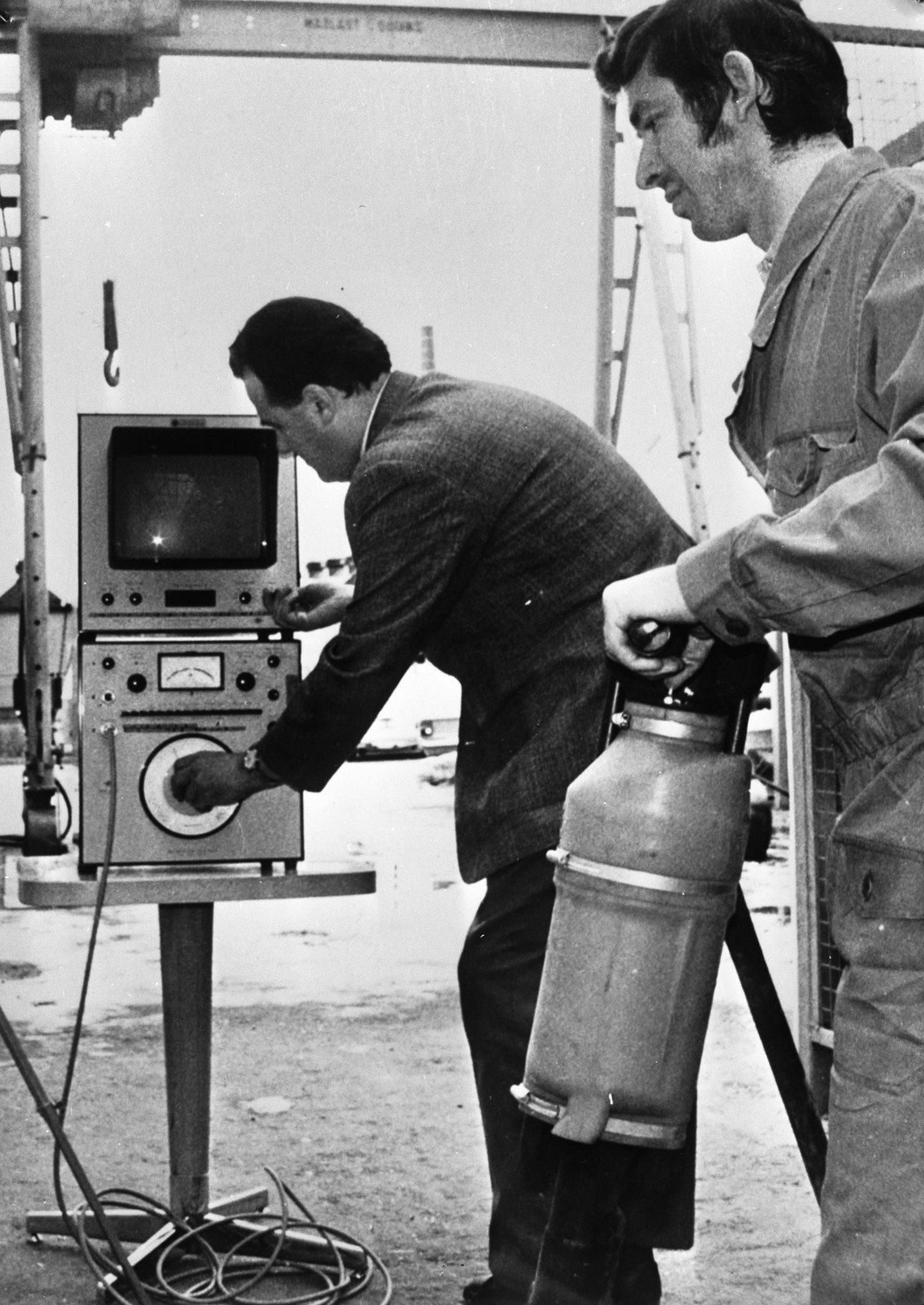
تست مدیریت نویز الکترونیکی در وین، ۱۹۷۳

اولین حق ثبت اختراع برای سیستم کنترل نویز در سال ۱۹۳۶ به مخترع Paul Lueg اعطا شد. ثبت اختراع ایالات متحده ۲٬۰۴۳٬۴۱۶ این حق اختراع توضیح می‌دهد که چگونه صداهای سینوسی در کانال‌ها را با پیشبرد فاز موج و لغو صداهای دلخواه در منطقه اطراف بلندگو با معکوس کردن قطبیت لغو کنیم. در دهه ۱۹۵۰ لارنس جی فوگل سیستم‌هایی را برای حذف نویز در کابین خلبان‌های هلیکوپتر و هواپیما به ثبت رساند. در سال ۱۹۵۷ ویلارد میکر یک مدل کاربردی از کنترل نویز فعال را توسعه داد که بر روی یک گوش بند محیطی اعمال می‌شود. این هدست دارای پهنای باند تضعیف فعال تقریباً ۵۰–۵۰۰ هرتز، با حداکثر تضعیف تقریباً ۲۰ دسی بل بود. در اواخر دهه ۱۹۸۰ اولین هدست کاهش نویز فعال تجاری موجود شد. آنها می‌توانند با باتری‌های NiCad یا مستقیماً از سیستم برق هواپیما تغذیه شوند.